# 陈元光墓
陈元光墓，為唐代名將陈元光（開漳聖王）的墳墓，位于中国福建省漳州市芗城区浦南镇石鼓山。1961年5月10日公布为第一批福建省文物保护单位。2013年3月5日公布为第七批全国重点文物保护单位。